# 대 (춘추)
대국(戴國)은 춘추시대의 제후국으로 작위는 공작이다. 국군(國君)은 은상의 후예라는 이유로 봉국(封國)되었다.

## 위치
송나라와 정나라사이에 있었고 송나라 수도 상구근처에 있었지만 정나라와 친했다. 국토의 위치는 지금의 허난성 란카오현 민권현 일대에 있다.

## 성(性)과 작위
국군은 은상의 후예이기 때문에 봉국되었고, 다른 일설에는 희성이라는 설이 있다.
작위는 공작이었다.

## 멸망
노 은공(魯隱公) 10년(기원전 713년) 가을에 위(衛)나라가 송(宋)나라를 따라 정(正)나라를 침공하였다. 하지만 정나라 군대가 돌아와 송(宋)‧채(蔡)‧위(衛)가 연합하여 대(戴)을 쳤다.  이에 정백(鄭伯)이 세 나라가 불화한 틈을 이용해 토벌하여 힘들이지 않고 승리하였다. 이후 대나라(戴國)는 정나라(鄭國)에 의해 멸망한 것으로 보인다.

## 같이 보기
- 상구시
- 송나라
- 정나라
- 희성
- 공작
- 민권현